# Вагонка

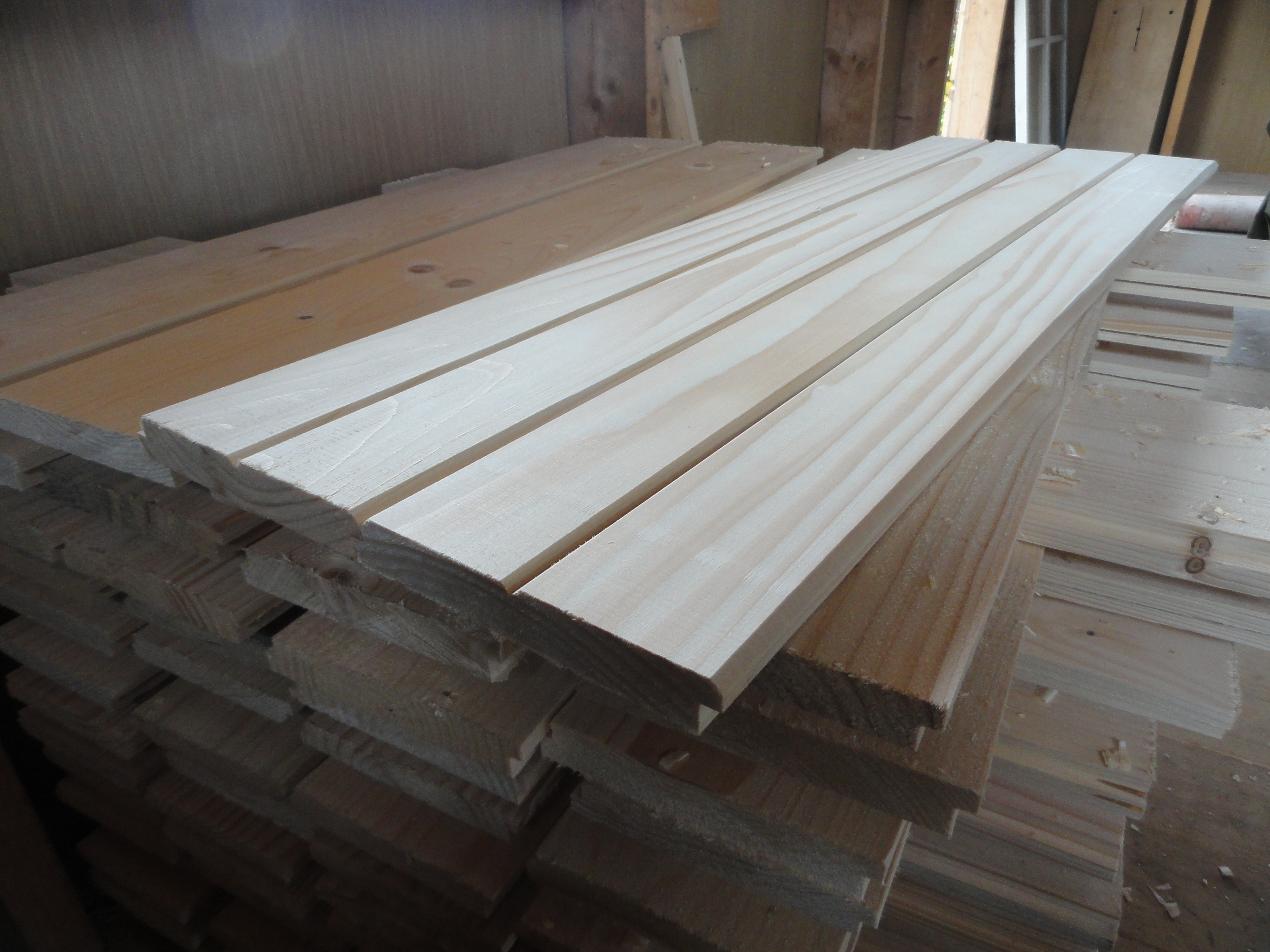
Вагонка

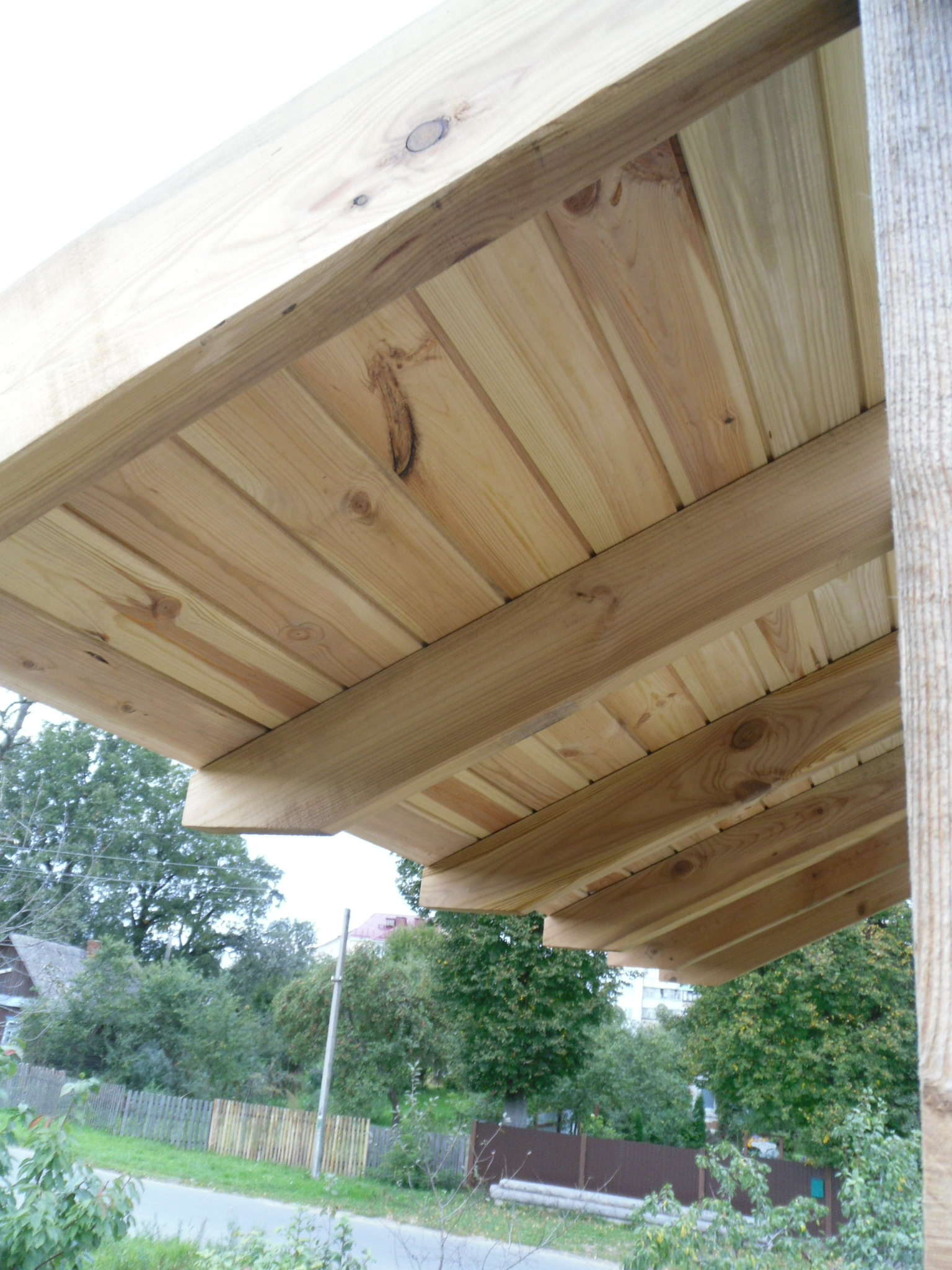
Подшивка свеса крыши вагонкой

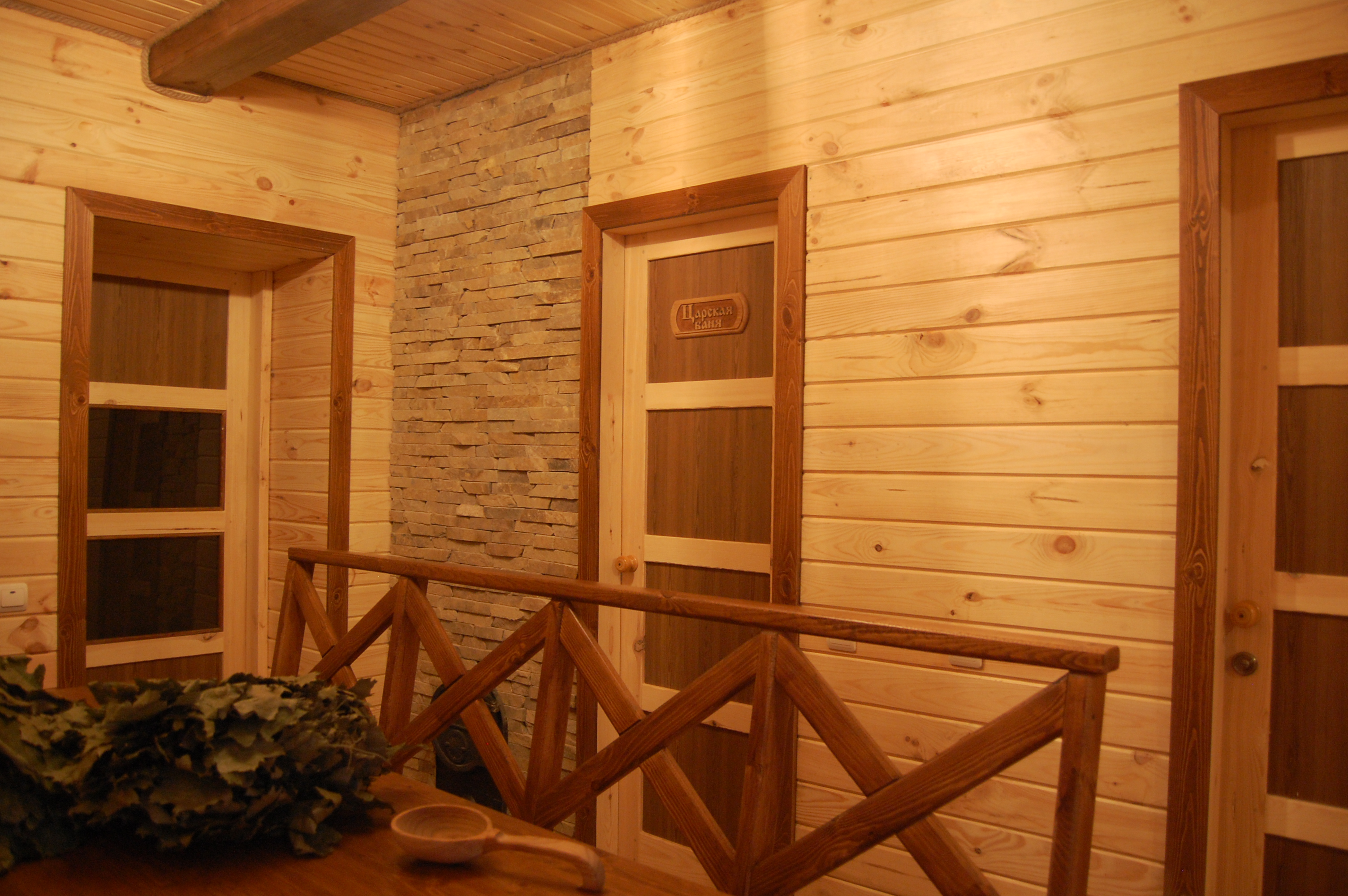
Вагонка в интерьере

Ваго́нка — тонкая обшивочная доска, продукт переработки древесины. Имеет соединение «шип — паз». Используются для внутренней и внешней отделки помещений: жилые комнаты, бани, сауны, лоджии, балконы, мансардные, технические и подсобные помещения.

## Происхождение названия

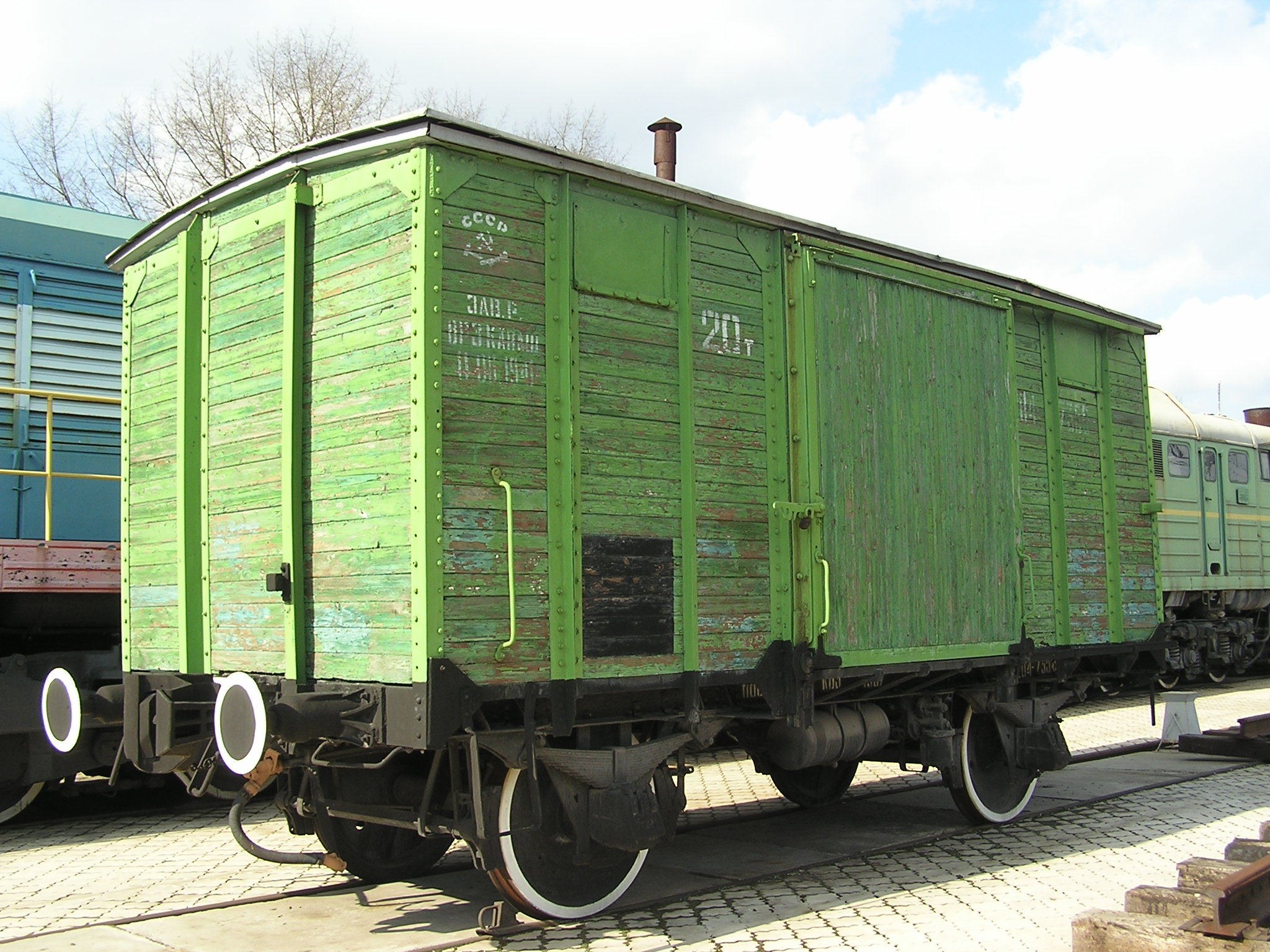
«Теплушка» (нормальный товарный вагон), обшитая вагонкой

Возникновение названия «вагонка» связано с периодом технического прогресса. В развитии различных отраслей промышленности и экономики важную роль играло развитие железнодорожного транспорта. Пассажирские вагоны требовали дополнительной внутренней обшивки. Для этих целей использовали небольшие дощечки. Природная способность дерева расширяться при впитывании влаги делала стены плотнее после монтажа. При этом способность постепенно отдавать влагу в сухой и прогретой среде смягчала перепады температуры и влажности внутри вагонов.
Со временем за тонкой профилированной доской закрепилось название «вагонка».

## Виды вагонки
Вырабатывается из обрезной доски строганием одной или двух сторон и выборки с боковых поверхностей четверти (фальцовка) или шпунта (шпунтовка). В зависимости от исходного материала, из которого она была изготовлена, вагонка бывает:
1. деревянной (материал: натуральная древесина);
2. пластиковой (материал: поливинилхлорид);
3. МДФ. Основной компонент при производстве вагонки МДФ — древесная пыль, в которую добавлены связующие элементы.

Пластиковая вагонка устойчива к воздействию влаги, не поддаётся коррозии и гниению, но теряет часть своего эстетического внешнего вида при попадании прямых солнечных лучей. Вагонка из дерева служит около 15—20 лет. Срок её службы увеличивается обработкой от насекомых и грибков, а также покрытием антисептическими раствором. Защитное покрытие обычно наносят при изготовлении, но существуют и специальные лаки, которыми можно провести дополнительную обработку.

### Пластиковая вагонка
Пластиковую вагонку производят из ПВХ-массы методом экструзии (технологический процесс выдавливания при оптимальной температуре для изготовления пустотелых предметов). Пластиковые панели содержат полые соты по всей длине. Такая структура обеспечивает высокие звуко- и теплоизоляционные свойства материала, а использование в качестве сырья ПВХ улучшает остальные эксплуатационные характеристики:
- Долговечность (при должном уходе обшивка сохраняет привлекательный вид на протяжении всего срока эксплуатации);
- Влагостойкость;
- Диапазон допустимой температуры эксплуатации от −50 до +50 °С;
- Устойчивость к ультрафиолетовому излучению;
- Возможность выбора расцветок и текстуры деталей (в том числе, имитирующих натуральное дерево);
- Не требует дополнительной обработки;
- Невысокая цена.

К условным недостаткам пластиковой вагонки относят меньшую механическую прочность по сравнению с панелями из натурального дерева.
Оптимальным считают использование пластиковых панелей в местах повышенной влажности: ванные комнаты, санузлы и так далее.

### Вагонка из МДФ
Панели из МДФ — это экологически чистый стройматериал, который составляет альтернативу вагонке из пластика или натурального дерева.
Панели МДФ получают путём прессовки сухой мелкодисперсной стружки под давлением и высокой температурой. Склеивание частиц происходит за счет выделения лигнина — природного компонента древесины, который надёжно скрепляет стружку, образуя монолитную, прочную и лёгкую деталь. Во время эксплуатации детали не выделяют эпоксидных смол и фенола, что позволяет применять вагонку из МДФ при отделке жилых помещений: залов, спален и детских.
По некоторым эксплуатационным качествам МДФ-панели превосходят вагонку из натурального дерева:
- малый вес;
- более простой процесс монтажа;
- разнообразие цветовых решений и стилизации под другие материалы (дерево, мрамор, гранит, камень и тому подобные).

### Деревянная вагонка
Весьма распространённый тип материала. Широко применяется в строительстве. Изготавливается с видами профиля «Стандарт», «Штиль», «Европрофиль» и другими.

## Профиль

### Профиль «Стандарт»

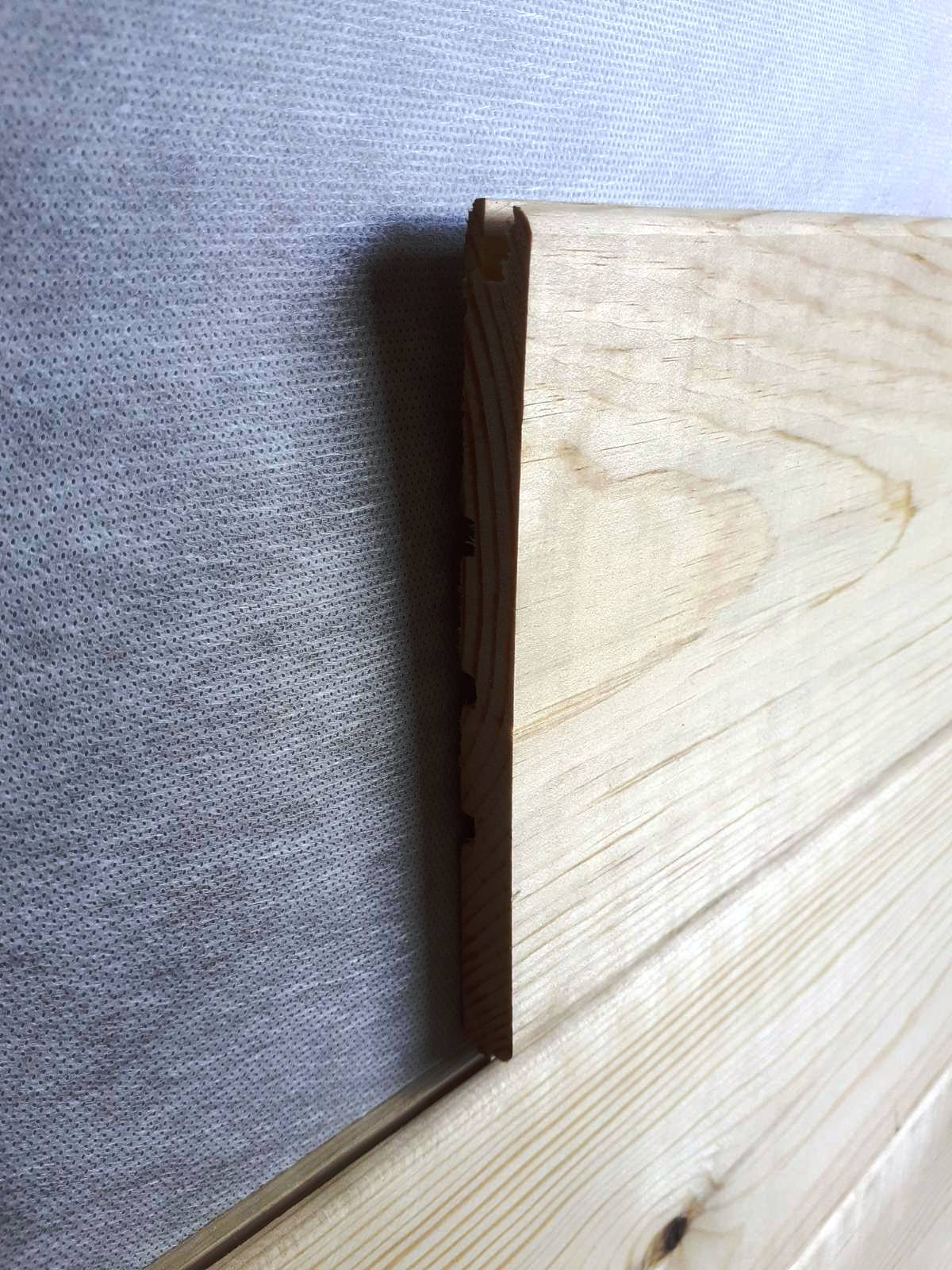
Шип (вверху) и паз (внизу) вагонки

Данный профиль является базовым для других разновидностей вагонки.
Сечение детали напоминает трапецию, кромки которой скошены под углом 30°. Тыльная сторона деталей оснащена пазами для компенсации коробления древесины, а кромки — выступами и углублениями для соединения «шип-паз». При этом длину шипа делают меньше, чем позволяет установить паз другой доски. Эта мера нужна для компенсации увеличения объема дерева при рассыхании после монтажа.
На поверхности обшитой стены нет зазоров и щелей, но видны небольшие углубления в местах стыков деталей, которые образуются из-за скошенных углов планок.

### Профиль «Штиль»

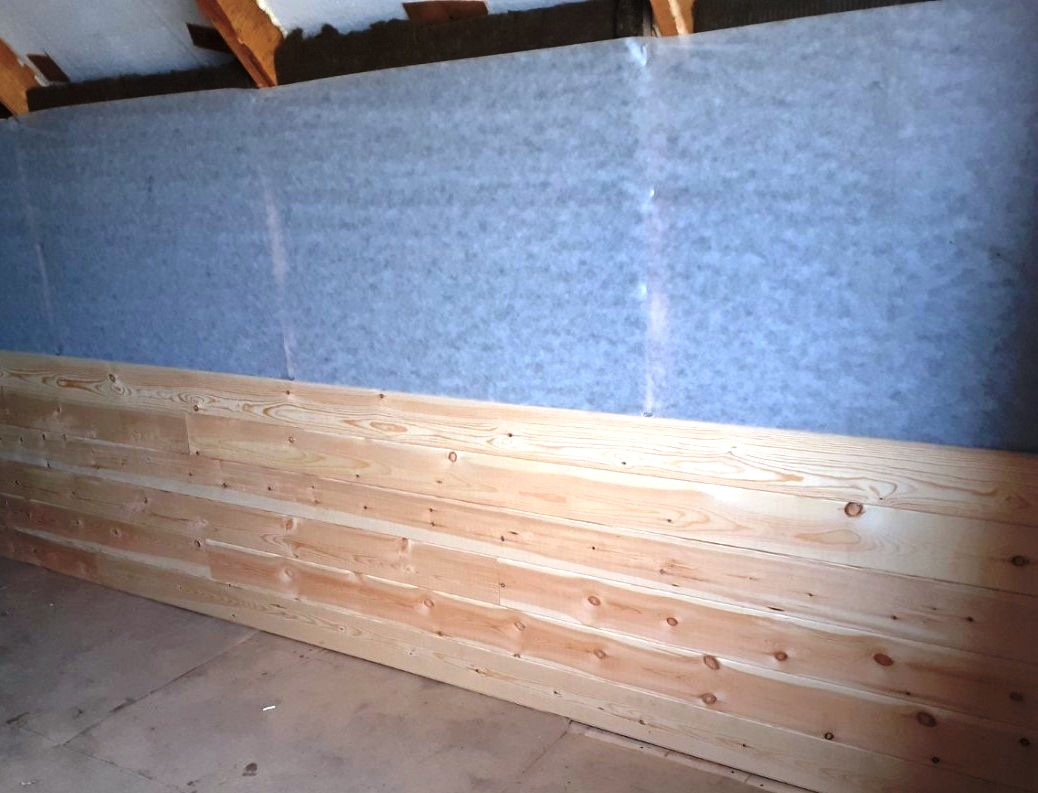
Профиль «Штиль» при обшивке внутренней стены мансарды

Эта разновидность вагонки отличается закругленными углами деталей. Остальные характеристики совпадают с параметрами вагонки «Стандарт». В ряде случаев поверхность, обшитая деталями с мягкими переходами на стыках, выглядит лучше классической вагонки.

### Профиль «Европрофиль»
Вагонку этого профиля также называют «Евровагонка» или «Софт-лайн» (в переводе — «мягкая линия»). В отличие от вагонки «Штиль», доска «Евровагонка» имеет широкий шип (5—8 мм), что обеспечивает большую надежность при дальнейшей эксплуатации. Также имеются внешние отличия: после монтажа вагонки «Европрофиль» формируется рисунок.

### Евровагонка
Тип вагонки, который изготавливают по стандарту DIN 68126/86. Отличается глубоким пазо-гребневым сочленением, благодаря чему между толстыми частями панелей на обшитой поверхности видны промежутки, закрытые шипами.
Евростандарт регламентирует строгие требования к влажности исходной древесины, геометрии готовой детали и качеству обработки поверхности. В отличие от традиционной вагонки, панели оснащены специальными вентиляционными бороздами на тыльной стороне деталей, которые отводят скапливающуюся влагу и не дают образовываться конденсату на местах стыка доски вагонки и монтажной рейки. Это защищает от гниения обшивку, обрешетку и прилегающие к ним слои утеплителя. Дополнительная функция канавок — снятие внутреннего напряжения детали при резких колебания температуры и влажности.

### Американка
Отличается скошенным профилем деталей, из-за которого обшитая стена имитирует способ укладки досок «внахлест». Разница толщины между частями планки составляет 8 мм, что образует уклон в 5°.

## Применение
Используется для внутренней и внешней отделки строений. Для ускорения работ по монтажу применяются кляймеры. В зависимости от породы древесины вагонка применяется:
1. Вагонка сосна, ель — отделка внутренних помещений, без существенных колебаний температуры от −5 °С до +30 °С и невысокой влажности; вагонка из хвойных пород содержит фитонциды, которые оказывают дезинфицирующий и противомикробный эффект;
2. Вагонка липа — отделка внутренних помещений сауны;
3. Вагонка ольха — парная комната бани (хорошо переносит температуру до +120 °С и влажностью до 100 %); используется для обшивки неотапливаемых помещений (дачные постройки, мансардные помещения, террасы, балконы) так как не боится перепадов влажности и имеет повышенную стойкость к гниению.

## Этапы изготовления
- Выработка обрезной доски. Всю древесину, из которой делают вагонку, подвергают тщательной проверке и сортировке. Отобранный круглый лес поступает на пилораму, где получают обрезную доску, которая является сырьём для изготовления вагонки.
- Сушка. Техническая сушка — обязательный этап для производства качественной обшивочной доски-вагонки. Существуют различные способы сушки, в том числе новые технологии — инфракрасная сушка древесины. После сушки влажность заготовки должна быть не более 12 %.
- Строгание. Сухая доска подается для обработки в четырехсторонний фрезерный станок. Обработка фрезами осуществляется одновременно со всех четырех сторон заготовки, чтобы получилась правильная геометрия профиля и доска-вагонка без проблем стыковалась друг с другом при дальнейшем монтаже.
- Сортировка по качеству изготовления. Детали сортируют по классам и видам и упаковывают как готовую продукцию.

## Основные критерии качества
Выпуск вагонки регламентируется стандартами ГОСТ 8242-88 и DIN 68-126/86, а также ТУ производителя. Перед поступлением в продажу определяют качество вагонки, на основании которого продукту присваивают сорт. Качество деталей определяют по следующим параметрам:
- влажность допускается 8—12 %
- количество, размер и состояние сучков (выпавшие, выпадающие, «неживые», «живые»[1]), для «живых» вводится ещё один критерий — окраска
- грибковые поражения древесины («синева» и т. п.)
- соответствие заданным геометрическим параметрам: изгиб, крылеватость (производное — прилегание досок)
- трещины
- червоточины
- порода древесины
- направление распила (радиальный или тангенциальный)

Западным классам «А», «В», «С» соответствуют российские сорта 1, 2 и 3.
Помимо вагонки классических стандартов, производители предлагают детали класса (или сорта) «Элит», «Экстра», «Премиум» и т. д., партии которых формируют методом ручного отбора.
Критерии качества устанавливаются государственными стандартами. На территории бывшего СССР стандарты производства и реализации пиломатериалов практически не отличаются.